# Lydum Sogn
Lydum Sogn ist eine Kirchspielsgemeinde (dän.: Sogn) im südlichen Dänemark. Bis 1970 gehörte sie zur Harde Vester Horne Herred im damaligen Ribe Amt, danach zur Blaabjerg Kommune im erweiterten Ribe Amt, die im Zuge der  Kommunalreform zum 1. Januar 2007 in der „neuen“  Varde Kommune in der Region Syddanmark aufgegangen ist.
Im Kirchspiel leben 257 Einwohner (Stand:1. Januar 2023). Im Kirchspiel liegt die Kirche „Lydum Kirke“.
Nachbargemeinden sind  im Südwesten Kvong Sogn, im Süden Lunde Sogn und im Westen Nørre Nebel Sogn, ferner in der benachbarten Ringkøbing-Skjern Kommune.im Nordwesten Sønder Bork Sogn, .im Nordosten Sønder Vium Sogn und im Osten Lyne Sogn.